# Michel Bampély
Michel Bampély (Kiev, 8 de outubro de 1974), nascido Michel Obouronanga, é um artista, sociólogo e poeta francês de origem congolesa. É conhecido pelo nome artístico Saint-Michel. Desde 1999, atua na intersecção entre pesquisa acadêmica, música e poesia.

## Biografia

### Infância e formação
Bampély é descendente de uma família da República do Congo. Seu avô Michel Mongali foi político e ministro da Juventude e Esportes nos anos 1960. Seu tio Maxime Mongali foi um compositor influente da rumba congolesa.
Cresceu em Paris, onde teve contato com a cultura hip hop. Estudou literatura moderna e sociologia, e obteve um doutorado pela École des hautes études en sciences sociales (EHESS), sob a orientação do sociólogo Jean-Louis Fabiani.

### Carreira artística
Como Saint-Michel, fundou o grupo La Troupe no final dos anos 1990. Em 2000 lançou o álbum La fête des fous. Em 2011, publicou Les Rillettes du Mans, uma fusão de slam e chanson francesa em homenagem à cidade onde vive.
Em 2023, lançou Grand Enfant (Afro-Jazz Vol.1), um projeto de jazz africano distribuído pela Universal Music Africa.

### Pesquisa e engajamento
Além da carreira artística, Bampély é professor de literatura francesa e coordena oficinas de escrita. Suas pesquisas envolvem culturas urbanas e indústrias culturais. Participa de conferências e publica trabalhos sobre hip hop e teoria social.
Em 2024, foi um dos mais de 4.000 acadêmicos que assinaram um manifesto contra os riscos representados pela extrema-direita à liberdade acadêmica na França.

### Vida pessoal
Em 2022, casou-se com a poetisa e artista multidisciplinar Mademoiselle Éférie, com quem tem dois filhos. Colaboram em projetos artísticos como a canção Le Bal Blomet.

## Discografia
- La fête des fous (2000)
- Les Rillettes du Mans (2011)
- Grand Enfant (Afro-Jazz Vol.1) (2023)
- Les Infinis (Soul Jazz Poetry) (2025)